# È solo l'amore che conta
È solo l'amore che conta (Love Is All There Is) è una commedia romantica del 1996 diretta da Joseph Bologna e Renée Taylor. La storia è una rivisitazione in chiave moderna della tragedia Romeo e Giulietta di William Shakespeare.

## Trama
La trama s'incentra sulla storia d'amore tra Gina Mallacici e Rosario Capomezzo, figli di due famiglie italoamericane che mal si sopportano, dovendo gestire due ristoranti rivali.